# Pleurothallis latipetala
Pleurothallis latipetala är en orkidéart som beskrevs av Leslie Andrew Garay. Pleurothallis latipetala ingår i släktet Pleurothallis och familjen orkidéer.
Artens utbredningsområde är Colombia. Inga underarter finns listade i Catalogue of Life.